# Bob Odenkirk
Robert "Bob" Odenkirk, född 22 oktober 1962 i Berwyn, Illinois (men uppväxt i Naperville, Illinois), är en amerikansk skådespelare, manusförfattare, regissör, komiker och producent. Odenkirk är bland annat känd för att spelat Saul Goodman i den kritikerrosade dramaserien Breaking Bad. En roll som han repriserar i spinoffen Better Call Saul, som kretsar kring hans rollfigur före händelseförloppet i Breaking Bad. Better Call Saul hade premiär 8 februari 2015.
År 1997 gifte sig Odenkirk med Naomi Yomtov. Paret har två barn tillsammans.

## Filmografi

### Filmer
| År   | Titel                               | Roll                                                                                          | Noteringar |
| ---- | ----------------------------------- | --------------------------------------------------------------------------------------------- | --- |
| 1993 | Wayne's World 2                     | Nörd på konsert                                                                               | |
| 1994 | Clean Slate                         | Polis                                                                                         | |
| 1996 | The Truth About Cats & Dogs         | Man i bokaffär                                                                                | |
| 1996 | The Cable Guy                       | Partygäst                                                                                     | |
| 1996 | Waiting for Guffman                 | Man på audition                                                                               | |
| 1997 | Hacks                               | Cellkamrat                                                                                    | |
| 1999 | Can't Stop Dancing                  | Simpson                                                                                       | |
| 2000 | The Independent                     | Figur                                                                                         | |
| 2001 | Dr. Dolittle 2                      | Hund #2                                                                                       | Röst |
| 2001 | Monkeybone                          | Kirurg på bårhus                                                                              | |
| 2002 | Run Ronnie Run                      | Terry Twillstein Wolfgang Amadeus Thelonius Von Funkenmeister the XIX Daffy Mal Yinkle Yankle | Manusförfattare DVD Exclusive Award för bästa låt i DVD-film |
| 2003 | Melvin Goes to Dinner               | Keith                                                                                         | Regissör Phoenix Film Festival Award för bästa film Phoenix Film Festival Award för bästa skådespel av ensemble Sidewalk Moving Picture Festival Award för bästa film Independent Film Festival of Boston Award Nominerad – DVD Exclusive Award för bästa regi Nominerad – Slamdance Film Festival Grand Jury Prize |
| 2004 | My Big Fat Independent Movie        | Steve                                                                                         | |
| 2005 | Sarah Silverman: Jesus Is Magic     | Manager                                                                                       | |
| 2005 | Cake Boy                            | Darnell Hawk                                                                                  | |
| 2006 | Danny Roane: First Time Director    | Pete Kesselmen                                                                                | |
| 2006 | Relative Strangers                  | Mitch Clayton                                                                                 | |
| 2006 | Let's Go to Prison                  | Duane                                                                                         | Regissör |
| 2007 | The Brothers Solomon                | Jim Treacher                                                                                  | Regissör |
| 2007 | Super High Me                       | Bob                                                                                           | |
| 2009 | Operation: Endgame                  | Kejsare                                                                                       | |
| 2010 | Blood Into Wine                     | Fransk vinmakare                                                                              | |
| 2011 | Son of Morning                      | Fred Charles                                                                                  | |
| 2011 | Take Me Home Tonight                | Mike                                                                                          | |
| 2012 | Tim and Eric's Billion Dollar Movie | Schlaaang Announcer                                                                           | |
| 2012 | Kärlek i Detroit                    | Mark                                                                                          | |
| 2013 | Ass Backwards                       | Pageant MC                                                                                    | |
| 2013 | Dealin' with Idiots                 | Coach Jimbo                                                                                   | |
| 2013 | The Spectacular Now                 | Dan                                                                                           | |
| 2013 | Movie 43                            | P.I.                                                                                          | Regissör Segment: "Find Our Daughter" |
| 2013 | Nebraska                            | Ross Grant                                                                                    | Boston Society of Film Critics Award för bästa rollbesättning Satellite Award för bästa rollbesättning i film Nominerad – Broadcast Film Critics Association Award för bästa ensemble Nominerad – Central Ohio Film Critics Association för bästa ensemble                                                          |
| 2014 | Hell & Back                         | The Devil                                                                                     | Röst |
| 2014 | Boulevard                           | Winston                                                                                       | |
| 2015 | Freaks of Nature                    | Shooter Parker                                                                                | |
| 2017 | Girlfriend's Day                    | Ray Wentworth                                                                                 | Även producent och manusförfattare |
| 2017 | The Disaster Artist                 | Teaterlärare                                                                                  | |
| 2017 | The Post                            | Ben Bagdikian                                                                                 | |
| 2018 | Superhjältarna 2                    | Winston Deavor                                                                                | Röstroll |
| 2021 | Nobody                              | Hutch Mansell                                                                                 | |

### Television
| År        | Titel                                  | Roll                                         | Notering |
| --------- | -------------------------------------- | -------------------------------------------- | --- |
| 1987–1995 | Saturday Night Live                    | Varierande roller                            | Manusförfattare Primetime Emmy Award för bästa manus i komedi (1989) Nominerad – Primetime Emmy Award för bästa manus i komedi (1990, 1991)                                                |
| 1991–1992 | Get a Life                             |                                              | Manusförfattare |
| 1992      | The Dennis Miller Show                 |                                              | Manusförfattare |
| 1992      | The Ben Stiller Show                   | Varierande roller                            | Manusförfattare Primetime Emmy Award för bästa manus i komedi (1993) |
| 1993      | The Jackie Thomas Show                 | Elmer                                        | avsnitt: "Aloha, Io-wahu" |
| 1993      | Roseanne                               | Jim                                          | avsnitt: "Tooth or Consequences" |
| 1993–1998 | The Larry Sanders Show                 | Steve Grant                                  | 11 avsnitt |
| 1993–1994 | Late Night with Conan O'Brien          |                                              | Manusförfattare |
| 1994      | Tom                                    | David                                        | avsnitt: "The Bad Seed" |
| 1994      | Life on Mars                           | (Okänd roll)                                 | Pilot Skapare, manusförfattare |
| 1995–1998 | Mr. Show with Bob and David            | Varierande roller                            | Medskapare, manusförfattare, exekutiv producent Nominerad – Primetime Emmy Award för bästa manus i komedi (1998) Nominerad – Primetime Emmy Award för bästa manus i komedi (1998, 1999)    |
| 1996      | Dr. Katz, Professional Therapist       | Bob                                          | Röst avsnitt: "Fructose" |
| 1996      | Seinfeld                               | Ben                                          | Avsnitt: "The Abstinence" |
| 1997–1998 | NewsRadio                              | Dr. Smith Bob                                | 2 avsnitt |
| 1997–2001 | Alla älskar Raymond                    | Scott Preman                                 | 2 avsnitt |
| 1997–2000 | Tenacious D                            |                                              | Medskapare, manusförfattare, exekutiv producent |
| 1999      | Just Shoot Me!                         | Barry                                        | Avsnitt: "The Odd Couple: Part 1" |
| 1999      | Tredje klotet från solen               | Gary Parkinson                               | Avsnitt: "The Fifth Solomon" |
| 2000      | Simma lugnt, Larry!                    | Gil                                          | Avsnitt: "Porno Gil" |
| 2000      | The Near Future                        |                                              | Pilot Medskapare, regissör, manusförfattare, exekutiv producent |
| 2001      | Ed                                     | Rev. Richie Porter                           | Avsnitt: "Valentine's Day" |
| 2001      | The Andy Dick Show                     | Chuck Charles                                | Avsnitt: "Standards and Practices" |
| 2002      | Next!                                  | Varierande roller                            | Pilot Medskapare, manusförfattare, exekutiv producent |
| 2003      | Highway to Oblivion                    |                                              | Pilot Regissör |
| 2003      | Less than Perfect                      | Colin Hunter                                 | Avsnitt: "The New Guy" |
| 2003      | Futurama                               | Chaz                                         | Röst Avsnitt: "The Why of Fry" |
| 2003      | The Big Wide World of Carl Laemke      | Carl Laemke                                  | Pilot Skapare, manusförfattare, exekutiv producent |
| 2003      | Slice o' Life                          | (Okänd roll)                                 | Pilot |
| 2003      | Arrested Development                   | Dr. Phil Gunty                               | Avsnitt: "Visiting Ours" |
| 2004      | Joey                                   | Brian Michael David Scott                    | Avsnitt: "Joey and the Nemesis" |
| 2004      | Aqua Teen Hunger Force                 | Bean Wizard                                  | Röst Avsnitt: "Hypno-Germ" |
| 2004–2006 | Tom Goes to the Mayor                  | Varierande roller                            | Manusförfattare, exekutiv producent |
| 2005      | Crank Yankers                          | Droopy                                       | Röst Avsnitt: "#3.14" |
| 2006      | Freak Show                             | Half Oldman Half Youngman Senator Tinkerbell | Röst 2 avsnitt |
| 2007–2010 | Tim and Eric Awesome Show, Great Job!  | Varierande roller                            | Manusförfattare |
| 2007      | The Sarah Silverman Program            | Mister Wadsworth                             | Avsnitt: "Maid to Border" |
| 2008–2012 | How I Met Your Mother                  | Arthur Hobbs                                 | 8 avsnitt |
| 2008      | Weeds                                  | Barry                                        | Avsnitt: "Head Cheese" |
| 2008      | Mike Birbiglia's Secret Public Journal | Donnie                                       | TV-film |
| 2008      | David's Situation                      |                                              | Pilot Medskapare, regissör, manusförfattare, exekutiv producent |
| 2009      | Rules of Engagement                    | Mike                                         | Avsnitt: "Russell's Secret" |
| 2009–2013 | Breaking Bad                           | Saul Goodman                                 | 43 avsnitt Screen Actors Guild Award för en ensembles bästa prestation i ett drama (2014) Nominerad – Screen Actors Guild Award för en ensembles bästa prestation i ett drama (2012, 2013) |
| 2009      | American Dad!                          | Tredje arbetare TV-värd                      | Röst 2 avsnitt |
| 2009      | The Goode Family                       | Brian Kennedy                                | Röst Avsnitt: "Pleatherheads" |
| 2009      | Glenn Martin DDS                       | Vince, cirkusägaren                          | Röst Avsnitt: "The Grossest Show on Earth" |
| 2010      | The Life & Times of Tim                | The Interventionist Bathroom Attendant       | Röst 2 avsnitt |
| 2010      | Check It Out! with Dr. Steve Brule     |                                              | Manusförfattare |
| 2010      | Entourage                              | Ken Austin                                   | 3 avsnitt |
| 2010      | Team Spitz                             | Rektor Kersey                                | Pilot |
| 2010      | Funny or Die Presents                  | Scott & Behr                                 | Avsnitt: "112" |
| 2011      | Let's Do This!                         | Cal                                          | Pilot Skapare, regissör, manusförfattare, exekutiv producent |
| 2011      | Jon Benjamin Has a Van                 | Rev. Rocco Janson                            | Avsnitt: "Smoking" |
| 2012      | NTSF:SD:SUV::                          | Aaron Sampson                                | Avsnitt: "Robot Town" |
| 2012      | Bob's Burgers                          | Chase                                        | Röst Avsnitt: "Tina-Rannosaurus Wrecks" |
| 2012      | The League                             | Miles Miller                                 | Avsnitt: "A Krampus Carol" |
| 2012–2013 | Comedy Bang Bang                       | Varierande roller                            | 3 avsnitt |
| 2013      | The Office                             | Mark                                         | Avsnitt: "Moving On" |
| 2013      | Drunk History                          | Richard Nixon The Guy                        | 2 avsnitt |
| 2013      | Late Night with Jimmy Fallon           | Saul Goodman                                 | Avsnitt: "5.191" |
| 2013–idag | The Birthday Boys                      | Varierande roller                            | Regissör, manusförfattare, exekutiv producent |
| 2014      | Fargo                                  | Deputy Bill Olson                            | 10 avsnitt |
| 2015–2022 | Better Call Saul                       | James McGill / Saul Goodman / Gene Takovic   | Spinoff till Breaking Bad |